# Reino Unido da Liberdade
O Grêmio Recreativo Escola de Samba Reino Unido da Liberdade é uma escola de samba de Manaus. Uma das maiores agremiações carnavalescas da cidade, possui 14 (catorze) títulos de campeã, sendo sete consecutivos, nos anos de 1989, 1990, 1995, 1996, 1997, 1999, 2011, 2012, 2014, 2016 (em um empate com a Aparecida), 2017, 2018, 2019 e 2025, e 8 vice-campeonatos nos anos de 1988, 2001, 2006, 2007, 2009, 2010, 2015 e 2020. O enredo mais famoso e marcante de todos foi “Mãe Zulmira – O Amanhecer de Uma Raça”.
Sua quadra está situada na Alameda São João, chamada de Terreirão do Samba Mãe Zulmira Gomes.

## História
A Reino Unido da Liberdade surgiu oficialmente em 5 de setembro de 1981 em uma reunião de amigos no bairro Morro da Liberdade. A fundação se deu na rua Santa Rosa, casa de um dos fundadores, apelidado de Pirulito, e contou com a participação, entre outros, do ex-vereador Bosco Saraiva, Jairo Beira-Mar, Francisco Maciel, Vicente Neto e Mestre Kalama.
Inicialmente eles formaram um bloco de rua chamado Unidos do Morro.  Na segunda-feira gorda de carnaval de 1982, a agremiação desfilava o seu primeiro carnaval com uma média de 600 (seiscentos) figurantes divididos em alas distintas, uma bateria com 40 (quarenta) instrumentos, 04 (quatro) carros alegóricos, idealizados e fabricados pelo artista plástico Pepe Fonnã (primeiro carnavalesco, figurinista e artesão), e 04 (quatro) destaques. O enredo era uma alusão à participação do Brasil na Copa do Mundo daquele ano.
Aos poucos a agremiação cresceu até se tornar escola de samba em 1986, chegando ao Grupo Especial em 1987. Nesse ano, adotou definitivamente a denominação atual. Em 1989, apresentou o samba sobre Mãe Zulmira, que ficou conhecido popularmente como "Axé Mãe Preta", sendo o destaque do carnaval daquele ano.
Em 2016, a escola apresentou a comunicação como enredo, apresentando-a desde os tempos das cavernas, onde o homem aprendia a se comunicar, até os dias de hoje, com as redes sociais. Nesse ano, a Reino venceu o campeonato deste ano, empatada com a Aparecida.
Em 2017, a Fundação Amazônia Sustentável foi homenageada pela agremiação, enredo que lhe garantiu o título do Carnaval daquele ano.
Em 2019 se sagrou tetracampeã do grupo especial do Carnaval de Manaus.

## Segmentos

### Presidentes
| Nome                     | Mandato     | Ref.  |
| ------------------------ | ----------- | ----- |
| Jairo de Paula Beira-Mar | 2006 - 2011 | [ 6 ] |
| Mario Fabio Pierre       | 2012 - 2013 |       |
| Ney Rodrigues            | 2014 - 2015 | [ 7 ] |
| Jairo de Paula Beira-Mar | 2015-2016   | [ 8 ] |
| Ney Rodrigues            | 2017 -2020  |       |
| Willian Pimentel         | 2020 - 2023 |       |
| Rangel Magalhães         | 2024 - 2025 |       |

### Presidentes de honra
| Nome                 | Mandato | Ref. |
| -------------------- | ------- | ---- |
| João Thomé Mestrinho | Atual   |      |

### Diretores
| Ano       | Diretor de Carnaval              | Diretor de harmonia  | Mestre de bateria       | Ref.  |
| --------- | -------------------------------- | -------------------- | ----------------------- | ----- |
| 2013      | Jairo Beira-Mar Ivan de Oliveira | Fabio Rodrigues      | Iron                    | [ 9 ] |
| 2014      | Jairo de Paula Beira Mar         | Fabio Rodrigues      | Iron                    |       |
| 2015      | Jairo de Paula Beira Mar         | Clemilton Pinto      | Mestre Dalton Trindade  |       |
| 2016      |                                  | Clemilton Pinto      | Mestre Dalton Trinidade |       |
| 2017      |                                  | Fabio Rodrigues      | Mestre Nica             |       |
| 2018      | Mônica Marques                   | Clemilton Pinto      | Mestre Nica             |       |
| 2019      | Mônica Marques                   | Clemilton Pinto      | Mestre Nica             |       |
| 2020      | Mônica Marques                   | Fabio Rodrigues      | Mestre Nica             |       |
| 2022-2023 | Comissão de Carnaval             | Comissão de Harmonia | Mestre Nica             |       |
| 2024      | Leo Fierro                       | Jaikk Dantas         | Mestre Nica             |       |
| 2025      | leon Medeiros                    | jaikk dantas         | mestre nica             |       |

### Coreógrafo
| Ano       | Nome             | Ref. |
| --------- | ---------------- | ---- |
| 2014-2015 | Tony Botelho     |      |
| 2017      | Tony Botelho     |      |
| 2018      | Tony Botelho     |      |
| 2019      | Tony Botelho     |      |
| 2020      | Tony Botelho     |      |
| 2022-2023 | Tony Botelho     |      |
| 2024      | Michel Magalhães |      |

### Casal de mestre-sala e porta-bandeira
| Ano         | Nome                                                           | Ref.   |
| ----------- | -------------------------------------------------------------- | ------ |
| 2013        | Nilson do Reino e Elane Batista Emerson Nascimento e Anik Sena | [ 9 ]  |
| 2014 - 2016 | Elane Batista e Nêgo do Reino                                  | [ 10 ] |
| 2016        | Elane Batista e Nêgo do Reino                                  |        |
| 2017        | Elane Batista e Nêgo do Reino                                  |        |
| 2018        | Dayane Serra e Nêgo do Reino                                   |        |
| 2019        | Dayane Serra e Nêgo do Reino                                   |        |
| 2020        | Dayane Serra e Nêgo do Reino                                   |        |
| 2022-2024   | Dayane Serra e Nego do Reino                                   |        |

### Corte de bateria
| Ano         | Rainha de Bateria  | Madrinha de Bateria | Rainha da Escola | Musa(s)                               | Ref    |
| ----------- | ------------------ | ------------------- | ---------------- | ------------------------------------- | ------ |
| 2013        | Kellyn Yasmin      | -                   |                  | -                                     | [ 9 ]  |
| 2014 - 2015 | Ana Luíza Carneiro | Erika Leão          |                  | Josiane Valle                         | [ 11 ] |
| 2016        | Vanessa Costa      | Erika Leão          |                  | Josiane Valle / Ana Luíza Carneiro    |        |
| 2017        | Vanessa Costa      | Erika Leão          |                  | Josiane Valle                         |        |
| 2018        | Vanessa Costa      | Erika Leão          |                  | Josiane Valle                         |        |
| 2019        | Ellen Juliana      |                     |                  | Eduarda Santos                        |        |
| 2020        | Anette Victória    |                     |                  | Leidy Keron                           |        |
| 2022-2023   | Gérgia Varela      | Ellen Juliana       | Leidy Keron      | Kennya Carolina / Jaqueline / Janaína |        |
| 2024        | Georgia Varela     | Jessica Viana       | Ellen Juliana    | Flavia Azevedo / Kennya Carolina      |        |

## Carnavais
| Ano                          | Colocação   | Grupo    | Enredo | Carnavalesco                                             | Intérprete           | Ref.                      |
| ---------------------------- | ----------- | -------- | --- | -------------------------------------------------------- | -------------------- | ------------------------- |
| 1982                         | 2º          | Bloco    | Espanha, Brasil Tetra Campeão | Pepê Fonnã                                               | Zeca do Passo        | [ 12 ]                    |
| 1984                         | Vice-campeã | 2º Grupo | Morro Bandeira do Samba |                                                          |                      |                           |
| 1985                         |             | 2º Grupo | Levanta e Canta, O Reino Unido Vai Passar |                                                          |                      |                           |
| 1986                         | Campeã      | 2º Grupo | Eduardo Ribeiro, O Pensador |                                                          |                      |                           |
| 1987                         | 4º lugar    | 1º Grupo | Hoje a Arte Vai Brilhar |                                                          |                      |                           |
| 1988                         | Vice-campeã | 1º Grupo | Conta Amazonas |                                                          |                      |                           |
| 1989                         | Campeã      | 1º Grupo | Mãe Zulmira, o Amanhecer de um Raça |                                                          |                      | [ 1 ] [ 13 ]              |
| 1990                         | Campeã      | 1º Grupo | Vem a Mais de Mil |                                                          |                      | [ 13 ]                    |
| Em 1991, não ocorreu desfile |             |          | |                                                          |                      |                           |
| 1992                         | 3º lugar    | Especial | A Festa Continua |                                                          |                      |                           |
| 1993                         | Vice-campeã | Especial | Doce Vida |                                                          |                      |                           |
| 1994                         | 4º lugar    | Especial | A Saga do Sonho Perdido Contra os Guardiões do Medo |                                                          |                      |                           |
| 1995                         | Campeã      | Especial | Floresta, Festa, Festança |                                                          | Arnoldo              | [ 13 ]                    |
| 1996                         | Campeã      | Especial | Relato de um Certo Oriente |                                                          | Arnoldo              | [ 13 ]                    |
| 1997                         | Campeã      | Especial | Se Navegar é Preciso, Vou de Caravelas |                                                          |                      | [ 13 ]                    |
| 1998                         | 3º lugar    | Especial | Malandro Sou Eu |                                                          |                      |                           |
| 1999                         | Campeã      | Especial | Armando Brasileiro |                                                          |                      | [ 13 ]                    |
| 2000                         | 4º lugar    | Especial | Nem Guarany... Nem Guaraná... |                                                          |                      |                           |
| 2001                         | 2.º lugar   | Especial | A Volta que o Conde D'Eu |                                                          | Gallo e Marcelo Buiú |                           |
| 2002                         | 7º lugar    | Especial | Divina Cachoeira Compositores:Ivan Mendonça, Madureira, Jacy Guimarães e a velha-guarda do Reino                                                               |                                                          | Ulisses do Reino     | [ 14 ]                    |
| 2003                         | 3º lugar    | Especial | André Araújo - Muito Mais que uma Avenida Graça Castro e Ulisses do Reino                                                                                      |                                                          | Ulisses do Reino     | [ 15 ]                    |
| 2004                         | 3º lugar    | Especial | Te Vejo, Te Desejo, Te Beijo! Tudo é Carnaval Compositores:Magno da Vila, Paulo Onça e Arnoldo                                                                 |                                                          | Galo do Reino        | [ 16 ]                    |
| 2005                         | 5º lugar    | Especial | Energia da Luz que Conduz ao Reino Unido que me Seduz Compositores:Maurício, Madureira, Ivan Mendonça, J. Varela e Marcão                                      |                                                          | Marcelo Buiú         | [ 17 ]                    |
| 2006                         | Vice-campeã | Especial | Meu Riacho... Se Vida Era, Vida Será Compositor: Carlão |                                                          | Wilsinho de Cima     | [ 18 ]                    |
| 2007                         | Vice-campeã | Especial | Minha Terra tem Ópera onde Canta a Natureza Compositores: Mingal, Émerson Souza, Pierre e Shinha 100%                                                          |                                                          | Wilsinho de Cima     | [ 14 ]                    |
| 2008                         | 3º lugar    | Especial | Justa e Perfeita: a Libertação da Negra Raça no Amazonas Compositores: Mingau, Pierre, Elvis de Paula e Daniel                                                 | Comissão de Carnaval Shangai, Bosco Saraiva e Chocolate. | Wilsinho de Cima     | [ 13 ] [ 19 ]             |
| 2009                         | Vice-campeã | Especial | O Centenário dos Aprendizes Artífices no Reino do Saber, do Samba, e da Alegria                                                                                | Comissão de Carnaval Shangai, Bosco Saraiva e Chocolate. | Wilsinho de Cima     |                           |
| 2010                         | Vice-campeã | Especial | O Morro Canta, o Amazonas se Encanta com a Saga do Boto que Navegou Sem Medo                                                                                   | Comissão de Carnaval Shangai, Bosco Saraiva e Chocolate. | Wilsinho de Cima     |                           |
| 2011                         | Campeã      | Especial | Num Reino de Maravilhas e Esplendor, a Mulher é deusa, guerreira, sedutora e bela, luz que não se apaga                                                        | Almir Nascimento                                         | Wilsinho de Cima     | [ 20 ]                    |
| 2012                         | Campeã      | Especial | Um menino, um sonho, uma obra - o amor de Dom Bosco virou realidade                                                                                            | Almir Nascimento                                         | Nego Léo             | [ 21 ] [ 22 ]             |
| 2013                         | 3º lugar    | Especial | O Livro! Porque no morro o samba é lê-ler. Compositores: Clenio Franciné, Altemir Souza, Jair Tapajós, Célio Cruz, Frank Ricardo, Neilo Batista e Mestre Major | Fernando Dias                                            | Nego Léo             | [ 1 ] [ 9 ] [ 21 ] [ 23 ] |
| 2014                         | Campeã      | Especial | No Reino do carnaval, já sorri, chorei, sambei e a liberdade conquistei                                                                                        | Fernando Dias                                            | Nego Léo             |                           |
| 2015                         | Vice-campeã | Especial | Construção: Obra-Prima da Humanidade | Comissão de Carnaval                                     | Nego Léo             |                           |
| 2016                         | Campeã      | Especial | Na arte de se comunicar, vem meu Reino encantar | Antônio Wagner                                           | Nego Léo             |                           |
| 2017                         | Campeã      | Especial | No Reino das Fontes da Vida, o Morro em Movimento Sustentável faz a Diferença                                                                                  | Antônio Wagner                                           | Nego Léo             | [ 24 ]                    |
| 2018                         | Campeã      | Especial | Ao Mestre Com Carinho. Na Escola da Vida, eu sou o Professor!                                                                                                  | Otávio Muniz                                             | Nego Léo             |                           |
| 2019                         | Campeã      | Especial | Tambores, Crenças e Costumes Afro-Brasileiros – A Benção Mãe Zulmira                                                                                           | Zilkson Reis                                             | Nego Léo             |                           |
| 2020                         | Vice-Campeã | Especial | Turismo: Amazonas de braços abertos para o mundo, uma viagem fantástica!                                                                                       | Zilkson Reis                                             | Nego Léo             |                           |
| 2023                         | 3º lugar    | Especial | Bate Forte O Tambor, Furiosa Eu Quero é Tic. Tic. Tac! A Reino Unido Abre as Cortinas Para Zezinho Corrêa                                                      | Zilkson Reis                                             | Nego Léo             | [ 25 ]                    |
| 2024                         |             | Especial | Matriarcas "E SOBRE AMAR, E TEU OLHAR, MEU SAMBA VAI TE COROAR"                                                                                                | Almir Nascimento                                         | Nego Leo             |                           |
| 2025                         | Campeã      | Especial | Êpahey, Reino Unido! Mojubá, Gbogbo Orixá! |                                                          | Endryl Canário       |                           |